# レイ・ヘナギル
レイ・ヘナギル（Ray Hennagir、1986年7月25日 - ）は、アメリカ合衆国の車いすラグビー選手。アメリカ合衆国ファイエットビル出身。

## 略歴
2007年、車いすラグビーを始めた。
そして2021年、東京2020パラオリンピック競技大会アメリカ代表に選ばれて銀メダル獲得。